# Довер Плејнс (Њујорк)
Довер Плејнс (енгл. Dover Plains) насељено је место без административног статуса у америчкој савезној држави Њујорк.

## Демографија
По попису из 2010. године број становника је 1.323, што је 673 (-33,7%) становника мање него 2000. године.
| Група             | 2000.         | 2010.       |
| Белци             | 1.803 (90,3%) | 946 (71,5%) |
| Афроамериканци    | 48 (2,4%)     | 64 (4,8%)   |
| Азијати           | 25 (1,3%)     | 8 (0,6%)    |
| Хиспаноамериканци | 92 (4,6%)     | 267 (20,2%) |
| Укупно            | 1.996         | 1.323       |